# アイリーン (Red Velvet)
アイリーン （英: Irene、韓: 아이린、1991年3月29日 - ）は、韓国の歌手、ラッパー、ダンサー、女優である。女性アイドルグループ・Red Velvetのメンバー。本名はペ・ジュヒョン（漢: 裴柱現、韓: 배주현）。愛称はペジュ。SMエンタテインメント所属。

## 来歴

### デビュー前
1991年3月29日、大邱直轄市（現・大邱広域市）に生まれる。
2009年、オーディションを介してSMエンターテインメントへ入所。2013年、同事務所に所属する歌手ヘンリー・ラウの楽曲「1-4-3 (I Love You)」のミュージックビデオに恋人役として出演。
2013年12月9日、SMエンタテインメントのプレデビューチームであるSMルーキーズのSR14Gのメンバーとして公開された。翌年7月14日には、同事務所に所属するガールズグループS.E.Sの楽曲「Be Natural」を、Red Velvetのメンバーとなるスルギと踊ったパフォーマンス動画が、YouTube上で公開された。
2014年8月1日、5年間の練習生生活を経て、ガールズグループ・Red Velvetのリーダーとして正式にデビュー。

### デビュー後

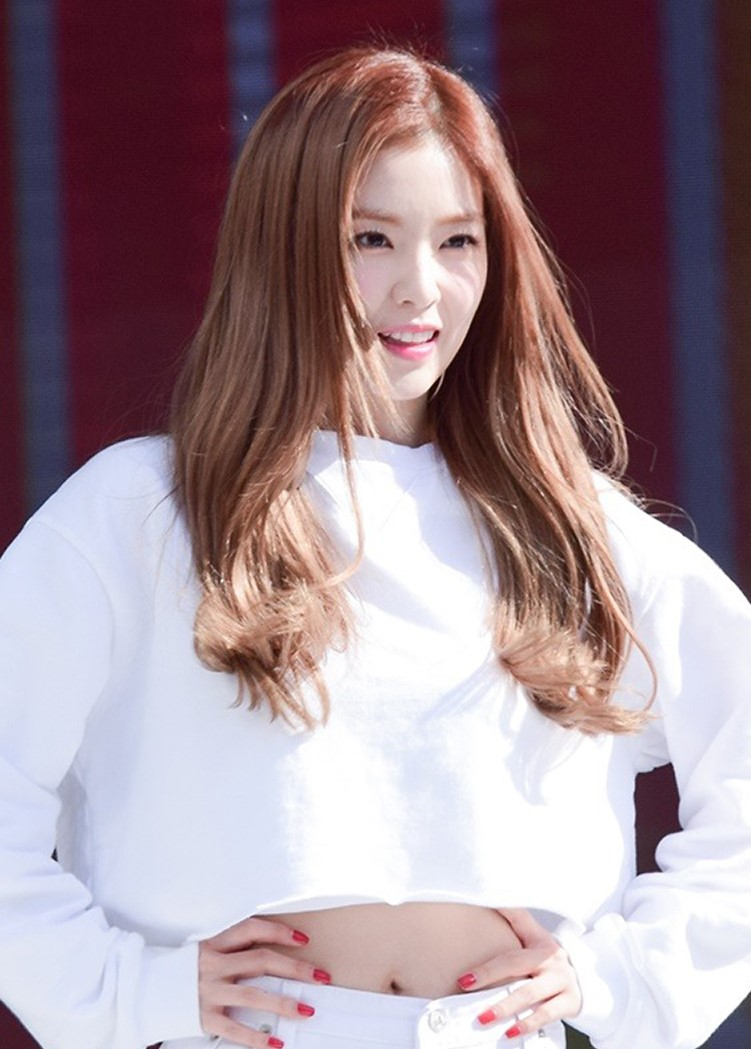
（2015年9月12日）

2014年11月14日キュヒョンのシングル「光化門で」のミュージックビデオに出演。
2015年5月から2016年6月まで、俳優のパク・ボゴムと共に「ミュージックバンク」のMCを担当。二人の交流、歌や司会のスキルで注目を集め、メディアは本番組史上で最高のパートナーシップの一つであると評価した。
2016年7月、ウェブドラマ『ゲーム会社の女子社員たち』にアー・レウム 役で出演し、女優デビュー。
その後、Red Velvetのメンバーであるウェンディと共にKBSショーTrick＆Trueのパネリストを務めた。同年には、ファッションショーランドリー「OnStyle」のスポンサー、コーヒーブランド「マックスウェルハウス」のスポンサー、2017年には、ヒュンダイオートアドバンテージプログラムのスポンサーにも抜擢された。
2018年には、フランスのスポーツウェアブランド「Eider」の女性大使、コンタクトレンズブランド「クーパービジョン」のイメージモデル、韓国の国民的焼酎ブランド「チャミスル」のイメージモデルに就任した。
2019年2月、イタリアの高級ジュエリーブランド「DAMIANI」の初のアジアブランドアンバサダーに抜擢。翌月には、化粧品ブランド「Clinique」のアンバサダーに就任。
同年8月2日、楽曲「The Only」で韓国のDJ兼プロデューサーである雷電とコラボレーションした。
2019年12月27日、KBS歌謡祭にMCとして出席。純白のオフファーショルダードレスで登場し、豪華絢爛かつ優雅で圧倒的なビジュアルを見せ、ファンや関係者から絶賛の声が挙がった。
2020年4月20日、スルギとRed Velvet初のユニット「Red Velvet - IRENE & SEULGI」を結成。同年7月6日に1stミニアルバム『Monster』をリリース。7月20日、同アルバムの後続曲として、シングル「놀이 (Naughty)」をリリース。
同年9月17日、イタリアの高級ファッションブランド「PRADA」のミューズに就任。
2021年2月17日、映画『ダブルパーティー』に、リー・ヒョンジ役で主演を務める。
2024年11月26日、1stミニアルバム『Like A Flower』でソロデビュー。

## 騒動と批判

### フェミニスト騒動
2018年3月半ばにソウルで開催されたRed Velvetのファンミーティングで、最近読んだ本を聞かれたアイリーンが、チョ・ナムジュの小説『82年生まれ、キム・ジヨン』と答えた。アイリーンがフェミニズム小説ともカテゴライズされる本作を読んでいることを知った一部の男性ファンたちが、彼女の写真を燃やしたり切り裂くなどした画像をインターネット上に投稿するなどの過激なバッシングをした。ただし、このような極端な反応を示したのは一部であり、彼女を擁護する声や過剰な反応に出た男性ファンを非難する声が大きかった。

### パワハラ騒動
2020年10月21日、韓国のスタイリスト兼ファッションエディターA氏が、女性芸能人に暴言を吐かれたと主張する暴露文を自身のSNS上に掲載。翌日の22日、アイリーンはその当該芸能人が自身であることをインスタグラム上で明言した上で、謝罪文を掲載。A氏に対しても直接謝罪に赴いたとした。ファンから脱退要求が出されるなど、アイリーンへの非難の声が多い一方、「アーティストがスタイリストに衣装に対する不満を話すのはパワハラなのか」といった意見や、彼女を擁護する立場を示す関係者もいる。

## 人物
身長158cm、血液型A型。家族構成は両親と妹。ファンからは「ペジュ姫」や「ペジュ様」と呼ばれている。MBTIは2023年時点でISFJ。
Red Velvetの最年長メンバーであり、リーダー、ビジュアル、メインラッパー、リードダンサー、サブボーカルを担当。メンバーカラーはピンク。キャッチコピーは「童顔リーダーアイリン」。
また、ギャラップコリアが実施する「韓国で愛されているアイドルセレブ」では、2017年と2018年に4位、2019年に6位に選出された。

## 作品

### ミニアルバム
ソロ
| No. | タイトル                         | 収録曲 | サークル チャート （週間） | 売上枚数  |
| --- | -------------------------------- | --- | -------------------------- | --------- |
| 1st | Like A Flower （2024年11月26日） | 1. Like A Flower 2. Summer Rain 3. Calling Me Back 4. Strawberry Silhouette 5. Start Line 6. Winter Wish 7. Ka-Ching (Special Track) 8. I Feel Pretty (Special Track) | 4位                        | 159,165枚 |

ユニット
- Red Velvet - Irene＆Seulgi『Monster』（2020年7月6日）

### デジタルシングル
- Red Velvet - Irene＆Seulgi「놀이 (Naughty)」（2020年7月20日）

### フィーチャリング
- 雷電「The Only (featuring Irene)」（2019年8月2日）

## 出演

### 映画
- トロールズ ミュージック★パワー（2020年4月10日、ドリームワークス）- ベビー・パン役[27]
- ダブルパティ（2021年2月17日）- 主演：イ・ヒョンジ役[28]

### テレビドラマ
- ゲーム会社の女子社員たち（2016年、NAVER TV）- ア・レウム役

### テレビ番組
レギュラー・ゲスト出演
| 年   | 放送局     | 番組名                        | 備考                                              | 参考          |
| ---- | ---------- | ----------------------------- | ------------------------------------------------- | ------------- |
| 2016 | JTBC       | 知ってるお兄さん              | with ジョンヒョン（SHINee）                       | [ 29 ] [ 30 ] |
| 2016 | KBS 2TV    | 芸能街中継                    |                                                   | [ 31 ]        |
| 2016 | KBS 2TV    | TRICK＆TRUE－消えたスプーン   | with ウェンディ（Red Velvet）                     | [ 32 ]        |
| 2016 | MBC        | ラジオスター                  |                                                   | [ 33 ]        |
| 2017 | SBS        | ペク・ジョンウォンの3大天王   |                                                   | [ 34 ]        |
| 2017 | SBS        | ランニングマン                |                                                   |               |
| 2018 | KBS 2TV    | ミュージックバンク            | 20周年特集VTR                                     | [ 35 ]        |
| 2019 | SBS        | 横チャンネル                  |                                                   | [ 36 ] [ 37 ] |
| 2020 | tvN        | 驚きの土曜日-ドレミマーケット | with スルギ（Red Velvet）                         | [ 38 ]        |
| 2020 | wavve      | LEVEL UP 危ういPROJECT        | with スルギ（Red Velvet）初ユニットリアリティ番組 | [ 39 ]        |
| 2020 | MBC        | 探してほしい！ホームズ        | with スルギ（Red Velvet）                         | [ 40 ]        |
| 2020 | MBC Every1 | 週刊アイドル                  | with スルギ（Red Velvet）                         | [ 41 ]        |
| 2022 | seezn      | アイリーンのワーク＆ホリデー  | 自身初の単独リアリティ番組                        | [ 42 ] [ 43 ] |

音楽番組MC
| 放送日                        | 放送局  | 番組名                                | 参考                        |
| ----------------------------- | ------- | ------------------------------------- | --------------------------- |
| 2015年5月1日 - 2016年6月24日  | KBS 2TV | ミュージックバンク                    | [ 44 ] [ 45 ] [ 46 ] [ 47 ] |
| 2016年10月22日 - 2017年1月7日 | Onstyle | ランドリーデー                        | [ 48 ]                      |
| 2016年12月29日                | KBS 2TV | 2016 KBS歌謡大祝祭                    | [ 49 ]                      |
| 2017年8月15日                 | KBS 2TV | ミュージックバンクinシンガポール      | [ 50 ] [ 51 ]               |
| 2017年9月30日                 | KBS 2TV | ミュージックバンクinジャカルタ        | [ 52 ] [ 53 ]               |
| 2017年11月3日                 | -       | 2017韓国大衆文化芸術賞                | [ 54 ]                      |
| 2017年12月29日                | KBS 2TV | 2017 KBS歌謡大祝祭                    | [ 55 ] [ 56 ]               |
| 2018年8月9日                  | SBS     | スーパーコンサートin台北              |                             |
| 2018年10月5日                 | -       | 2018 K-POP WORLD FESTIVAL IN CHANGWON | [ 57 ]                      |
| 2019年12月27日                | KBS 2TV | 2019 KBS歌謡大祝祭                    | [ 58 ]                      |

### ラジオ番組
| 年   | 放送局      | ラジオ名                         | 役割         | 参考   |
| ---- | ----------- | -------------------------------- | ------------ | ------ |
| 2018 | SBSパワーFM | チェ・ファジョンのパワータイム   | ゲスト       | [ 59 ] |
| 2020 | SBSパワーFM | 2時脱出 Cultwo Show              | ゲスト       | [ 60 ] |
| 2020 | MBC FM4U    | 正午の希望曲、キム・シニョンです | ゲスト       | [ 61 ] |
| 2020 | KBSクールFM | カン・ハンナのボリューム上げて   | ゲスト       | [ 62 ] |
| 2022 | SBSパワーFM | ウェンディのヤングストリート     | スペシャルDJ |        |

### ミュージックビデオ
- ヘンリー・ラウ「1-4-3 (I Love You)」（2013年）[2]
- キュヒョン「光化門で」（2014年）[5]

### 広告
| 年          | ブランド名                               | 備考     | 参考          |
| ----------- | ---------------------------------------- | -------- | ------------- |
| 2014 - 2015 | アイビークラブ                           | with EXO | [ 63 ]        |
| 2016 - 2017 | マックスウェルハウス                     |          |               |
| 2017        | ヒュンダイオートアドバンテージプログラム |          | [ 11 ]        |
| 2017        | リング：エイジオブリング                 |          |               |
| 2017 - 2018 | NUOVO                                    |          | [ 64 ]        |
| 2018        | EiDER                                    |          | [ 65 ] [ 66 ] |
| 2018        | CooperVision                             |          |               |
| 2018 - 2019 | LEMONA ビタミンC                         |          | [ 67 ]        |
| 2018 - 2021 | HAZZY                                    |          | [ 68 ]        |
| 2018 - 2019 | チャミスル                               |          | [ 69 ]        |
| 2019 - 2022 | DAMIANI                                  |          | [ 70 ]        |
| 2019 - 2021 | CLINIQUE                                 |          | [ 71 ]        |
| 2020        | PRADA                                    |          | [ 16 ]        |

## 雑誌
| 年   | 月号  | 雑誌名       | 参考   |
| ---- | ----- | ------------ | ------ |
| 2015 | 6月号 | HIGH CUT     | [ 72 ] |
| 2016 | 2月号 | CeCi         | [ 73 ] |
| 2017 | 7月号 | HIGH CUT     | [ 74 ] |
| 2018 | 9月号 | GRAZIA       | [ 75 ] |
| 2019 | 9月号 | marie claire | [ 76 ] |
| 2020 | 5月号 | NYLON        | [ 77 ] |

## イベント
| 年   | イベント名                                                            | 開催日   | 開催国 | 参考            |
| ---- | --------------------------------------------------------------------- | -------- | ------ | --------------- |
| 2015 | 2016 S／S ソウルファッションウィーク                                  | 10月18日 | 韓国   | [ 78 ]          |
| 2016 | 「2016 タイヤバンク KBOリーグ」始球式                                 | 4月30日  | 韓国   | [ 79 ]          |
| 2016 | OnStyleファッショントークショー「ランドリーデー」制作発表会           | 10月19日 | 韓国   | [ 80 ] [ 81 ]   |
| 2016 | KBS 2TVバラエティ番組「TRICK＆TRUE－消えたスプーン」制作発表会        | 10月21日 | 韓国   | [ 82 ]          |
| 2016 | 映画「二人の男」VIP試写会                                             | 11月22日 | 韓国   | [ 83 ]          |
| 2016 | 「2016 KBS芸能大賞」プレゼンター                                      | 12月24日 | 韓国   | [ 84 ] [ 85 ]   |
| 2017 | 「2017 ワールド・ベースボール・クラシック(WBC) A組第3戦韓国－台湾戦」 | 3月9日   | 韓国   | [ 86 ]          |
| 2017 | 「2017 F/W HERA ソウルファッションウィーク」KYEコレクション           | 3月31日  | 韓国   | [ 87 ]          |
| 2017 | 「ROLA ROLA」フォトウォールイベント                                   | 9月15日  | 韓国   | [ 88 ]          |
| 2017 | ABCマートアイリーン ファンサイン会                                    | 10月21日 | 韓国   | [ 89 ]          |
| 2017 | 「2017韓国大衆文化芸術賞」授賞式 フォトウォールイベント               | 11月3日  | 韓国   | [ 90 ]          |
| 2017 | 「VALENTINO」ポップアップストアオープンイベント                       | 11月7日  | 韓国   | [ 91 ]          |
| 2017 | 「2017 タイヤバンクKBOゴールデングローブ」授賞式プレゼンター          | 12月13日 | 韓国   | [ 92 ]          |
| 2018 | 「PRADA」イベント                                                     | 2月7日   | 韓国   | [ 93 ]          |
| 2018 | 「HAZZYS ACCESSORIES」サイン会                                        | 3月16日  | 韓国   | [ 94 ]          |
| 2018 | ユニセフ・クリーンウォーターキャンペーン                              | 3月22日  | 韓国   | [ 95 ]          |
| 2018 | 「SMTOWN LIVE」記者会見                                               | 4月5日   | ドバイ | [ 96 ]          |
| 2018 | 「CooperVision」ファンサイン会                                        | 6月15日  | 韓国   | [ 97 ]          |
| 2018 | 「HAZZY」オープンイベント                                             | 11月22日 | 韓国   | [ 98 ]          |
| 2019 | CooperVision「ストア・アタック」イベント                              | 4月9日   | 韓国   | [ 99 ]          |
| 2019 | 「LEMONA」ファンサイン会                                              | 4月13日  | 韓国   | [ 100 ]         |
| 2019 | 「LONGCHAMP」イベント                                                 | 5月17日  | 韓国   | [ 101 ]         |
| 2019 | 「CooperVision」ファンサイン会                                        | 5月29日  | 韓国   | [ 102 ]         |
| 2019 | CHANEL「ルージュ アリュール インク フュージョン」ポップアップイベント | 9月24日  | 韓国   | [ 103 ]         |
| 2019 | 「CooperVision」イベント                                              | 10月1日  | 韓国   | [ 104 ]         |
| 2019 | 「BYREDO」イベント                                                    | 11月1日  | 韓国   | [ 105 ]         |
| 2019 | 「DAMIANI」ブティックオープン記念イベント                             | 12月17日 | 韓国   | [ 106 ]         |
| 2019 | 「PRADA」イベント                                                     | 12月23日 | 韓国   | [ 107 ]         |
| 2020 | リアリティ番組「LEVEL UP 危ういPROJECT」制作発表会                    | 7月9日   | 韓国   | [ 108 ] [ 109 ] |
| 2020 | 「2020 SORIBADA BEST K-MUSIC AWARDS」ブルーカーペット                 | 8月13日  | 韓国   | [ 110 ]         |
| 2021 | 映画「ダブルパティ」マスコミ試写会                                    | 2月10日  | 韓国   | [ 111 ]         |
| 2022 | ユニセフ韓国委員会 協約式                                             | 6月22日  | 韓国   | [ 112 ]         |

## 受賞歴
- KBS芸能大賞 バラエティ部門 最優秀新人賞 ノミネート（2015年度）